# Giangiacomo Feltrinelli
Pour les articles homonymes, voir Feltrinelli.
Compléments
Fondateur du groupe terroriste Gruppi d'Azione Partigiana, tué par l'explosion de sa propre bombe.
Giangiacomo Feltrinelli (Milan, 19 juin 1926 - 14 mars 1972) surnommé Osvaldo était un éditeur et militant d'extrême gauche italien.
Il a participé très jeune à la Résistance italienne; il fut le fondateur de la maison d'édition Feltrinelli et, en 1970, du GAP (Gruppi d'Azione Partigiana), l'une des premières organisations armées de l'extrême gauche des années de plomb italienne.

## Biographie
Giangiacomo Feltrinelli et sa sœur Antonella (née en 1927) sont encore enfants lorsque leur père Carlo meurt. Dans son testament, il a nommé son fils  héritier des trois-quarts de ses actifs, et, majeur en 1947, il  acquiert le plein droit de disposer de ses biens. 
En 1949, il  fonde l’Istituto per la storia del Movimento Operaio (l'Institut pour l'histoire du mouvement ouvrier), dans lequel il rassemble des traces des arguments littéraires socialistes et communistes, et, en 1954, la  maison d'édition Giangiacomo Feltrinelli.
Il est membre du Parti communiste italien jusqu’en 1957, désapprouvant la ligne du parti face à insurrection de Budapest.

### L'expédition sardiste
En 1968, Giangiacomo Feltrinelli se rend en Sardaigne pour, d'après les documents découverts par la Commissione Stragi (it) en 1996, prendre contact avec les milieux de la gauche et du nationalisme insulaire. Le projet de Feltrinelli était de transformer la Sardaigne en une Cuba de la Méditerranée et lancer une expérience analogue à celle de Che Guevara et de Fidel Castro. Parmi les idées de l'éditeur, il y avait celle de rallier les troupes rebelles du bandit Graziano Mesina (it). Mesina fut ensuite convaincu de ne pas participer à l'initiative de Feltrinelli grâce à l'intervention du SID, représenté par Massimo Pugliese, officier des services qui réussit à faire capoter l'initiative,.

### Clandestinité et mort
Entré, en 1969, dans la clandestinité, sa troisième femme, Inge Schoental, prend sa place à la tête de la maison d'édition. Il meurt en 1972, en voulant dynamiter des pylônes électriques près de Milan. Son fils, Carlo Feltrinelli, hérite de la maison d'édition et en 1999, il écrit une biographie de son père intitulée Senior Service (sa marque de cigares favorite) ; elle contient également des références sur l'histoire de toute la famille Feltrinelli.